# Kurare

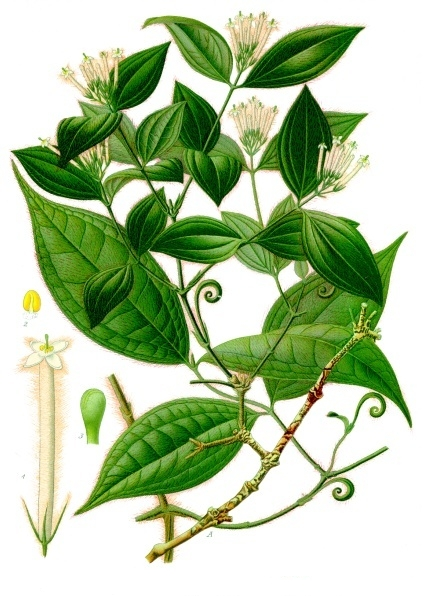
Kulčiba jedodárná (Strychnos toxifera)

D-tubokurarin

Kurare je druh šípového jedu s paralytickými účinky, používaný domorodci v Amazonii a brazilské oblasti Mato Grosso. Je to tmavá, silně hořká substance bez výrazného pachu, která se nanáší na špičky šípů nebo šipek do foukaček. Hlavní toxickou složkou je podle typu kurare buď kulčiba, nebo některé druhy čeledi lunoplodovité. Kurare má specifický účinek, po vpravení do krevního oběhu nastává paralýza kosterního svalstva. Smrt nastává zástavou dechu za plného vědomí. Kurare z liány Chondrodendron tomentosum má význam v lékařství.

## Charakteristika
Jde o zahuštěný vodní extrakt, získaný z rozličných částí (kůra, kořeny, listí) druhů rodu kulčiba (Strychnos), zejména kulčiby jedodárné (Strychnos toxifera), kulčiby Strychnos castelnaei a jiných. Lze je ovšem získat i z některých druhů čeledi lunoplodovité (Menispermaceae). Jde o pastovitou nebo ztvrdlou hmotu tmavohnědé barvy, rozpustnou ve vodě a ve zředěném ethanolu. Kurare lze z rostlin získat varem jejich částí, následným zahuštěním nad ohněm nebo na slunci.

## Typy
Dle tradiční klasifikace Rudolfa Boehma z roku 1895 se rozlišují tři hlavní druhy kurare:
- tubokurare (bambusové kurare, curare de tubo) – které indiáni skladovali v bambusových lodyhách; hlavním jedem je D-tubokurarin (tubokurarinchlorid)
- hrncové kurare (curare de poto) – které indiáni skladovali v hliněných hrncích
- tykvové kurare (curare de calebasa) – tradičně ukládané v plodech tykve Crescentia cujete

Dnes se kurare balí většinou do plechovek, proto se spíše používá rozlišení podle botanického původu – „Loganiaceae kurare“ a „Menispermaceae kurare“. Tubokurare a hrncové kurare se tradičně připravují z rostlin čeledi Menispermaceae (např. rod Chondrodendron). Tykvové kurare je obvykle získáváno z kulčiby (Strychnos) z čeledi Loganiaceae.

## Využití
Kurare bylo tradičně využíváno jihoamerickými Indiány z povodí Amazonky a Orinoka jako šípový jed. Jednotlivé druhy kurare se nejprve označovaly podle nádob, do kterých se dávaly – kalebasové, tubo-kurare, hrncové. Indiáni využívali kurare odedávna při lovu zvěře, zřídka jako bojový prostředek. Vniknutí malého množství do krevního oběhu způsobí ochrnutí svalstva a oběť hyne zástavou dýchání. Jed se však nevstřebává trávicí soustavou.
Jeho účinek jako první z Evropanů popsal britský spisovatel a cestovatel Walter Raleigh, který se s kurare setkal při své výpravě do severní Amazonie v roce 1617.
Výzkumu kurare se věnoval český cestovatel Alberto Vojtěch Frič.

### Medicína
George Harley dokázal v roce 1850, že kurare je účinnou léčbou tetanu a otravou strychninem. Od roku 1942 se používá kurare nebo jeho deriváty pro paralyzování pacientů během zdravotních a chirurgických zákroků. Časem ovšem bylo kurare nahrazeno pro tyto zákroky jinými látkami s menším počtem vedlejších účinků.